# ATP Volvo International 1977
Il Volvo International 1977 è stato un torneo di tennis giocato sulla terra rossa. Il torneo fa parte del Colgate-Palmolive Grand Prix 1977. Si è giocato a North Conway negli Stati Uniti dal 31 luglio al 7 agosto 1977.

## Partecipanti

### Teste di serie
| Nazionalità | Giocatore       | Ranking | Testa di serie |
| ----------- | --------------- | ------- | -------------- |
| Stati Uniti | Jimmy Connors   | 1       | 1              |
| Stati Uniti | Brian Gottfried | 3       | 2              |
| Messico     | Raúl Ramírez    | 5       |                |
| Spagna      | Manuel Orantes  | 6       |                |
| Stati Uniti | Eddie Dibbs     | 10      |                |
| Stati Uniti | Harold Solomon  | 13      |                |
| Stati Uniti | Stan Smith      | 15      |                |
| Australia   | Ken Rosewall    | 16      |                |

## Campioni

### Singolare maschile
John Alexander ha battuto in finale  Manuel Orantes con il punteggio di 2–6, 6–4, 6–4

### Doppio maschile
Brian Gottfried /  Raúl Ramírez hanno battuto in finale  Fred McNair /  Sherwood Stewart con il punteggio di 7–5, 6–3